# Sonderhof (Schmallenberg)
Sonderhof ist ein Ortsteil der Stadt Schmallenberg in Nordrhein-Westfalen.

## Geografie
Der Sonderhof besteht aus einem einzigen Hof und liegt am Nordhang der Hunau an der Kreisstraße 19 zwischen Osterwald im Osten und Rimberg im Westen.

## Geschichte
Der Sonderhof wurde erstmals 1338 urkundlich genannt und gehörte zu dieser Zeit zum Besitz des Grafen Gottfried IV. von Arnsberg. Später waren die Herren von Meschede zu Alme und nach ihnen die Grafen von Bocholtz zu Alme im Besitz des Hofes. Spätestens seit Ende des 17. Jahrhunderts bewirtschaftete die Familie Droste den Hof.
Von dem einst sehr großen Hof wurden bereits vor 1541 zwei Osterwalder Höfe abgeteilt. Das heute bestehende Haus wurde 1859 an der Stelle eines 1712 erbauten Vorgängerbaus errichtet. Der erste Sonderhof stand an einer anderen Stelle.
Der Sonderhof, der bis zur kommunalen Neugliederung zur Gemeinde Bödefeld-Land gehörte, wurde am 1. Januar 1975 in die Stadt Schmallenberg eingegliedert.